# 桃井はるこのはいはいラジオラジオ
桃井はるこのはいはいラジオラジオ（ももいはるこのはいはいラジオ）は、文化放送で2009年4月11日深夜(4月12日早朝)放送開始の桃井はるこの冠番組。前番組はラジオ関西にネットされたが、この番組は文化放送ローカル放送。ただし、インターネットで配信される。通称：「はいラジ」。

## 放送時間
- 文化放送 毎週土曜28:00 - 28:30 (毎週日曜4:00 - 4:30)
- ニコニコ動画・アキハバLOVEちゃんねる 月曜日にアーカイブ配信。

## 出演
- 桃井はるこ

## 番組内容
- 今週のヲタカルタ
- モモイが言ってみた…採用作品は超!アニメロで配信される
- 私の婿、俺の嫁
- ちょwww人オリンピック

## 番組タイトルの由来
この「はいはいラジオラジオ」というタイトルになった由来は、桃井自身が文化放送を聴いている時に「番組タイトルのある1フレーズを繰り返している事が多い」と感じたことからで、その時に例を挙げた「吉田照美のやる気MANMAN!」(通称やるMAN。1987年 - 2007年)と、「梶原しげるの本気でDONDON」(1988年 - 2000年)であったが、一時期の文化放送は『繰り返し語』をタイトルに付けた番組を多く制作していた。

## ゲスト
- 第5回（2009年5月9日）: 長島☆自演乙☆雄一郎
- 第6回（2009年5月16日）: ELISA
- 第7回（2009年5月23日）: 奥井雅美
- 第10回（2009年6月13日）: 下田麻美

本放送にのみ登場し、インターネット配信版には登場しないゲストもいる。

## 関連番組・リンク
- dwango
冠スポンサーではないが、土曜深夜の「A&G枠」各番組のスポット枠でCMを流している。文化放送で放送している「RADIOアニメロミックス!」とこの番組では顕著(前番組の「超!モモーイ」でもよく流れた)。
- RADIOアニメロミックス
「モモイが言ってみた」に近い、パーソナリティ(声優)の声を録音し、携帯サイトで流すコーナーを行なっている。